# Lonchaea sororcula
Lonchaea sororcula är en tvåvingeart som beskrevs av Walter Leopold Victor Hackman 1956. Lonchaea sororcula ingår i släktet Lonchaea, och familjen stjärtflugor. Arten är reproducerande i Sverige.